# Фаустіна Молодша

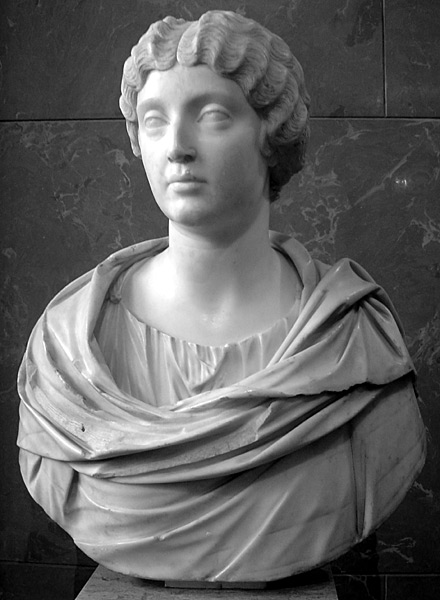
Фаустіна Молодша

Божественна Аннія Галерія Фаустіна Молодша (лат. Annia Galeria Faustina Minor, 130 — 176) — дружина римського імператора Марка Аврелія, мати імператора Коммода. Відзначалася красою та легковажною поведінкою.

## Життєпис
Походила з імператорської родини Авреліїв Антонінів. Донька Антоніна Пія, імператора у 138—161 роках, та Аннії Галерії Фаустіни. Ще молодою дівчиною за наказом імператора Адріана була заручена у 137 з Луцієм Цейонієм Вером. Проте після смерті Адріана у 138 році її мати домоглася розриву цих заручин й організувала нові заручини з Марком Аннієм Вером, майбутнім імператором. Й лише у 145 році було укладено цей шлюб. 1 грудня цього ж року Антонін Пій надав доньці титул Августи. При цьому її чоловік залишився Цезарем. 
Після того, як її чоловік Марк став імператором у 161 році Фаустіна постійно втручалася у державні справи, намагалася впливати на імператора. Так, за деякими відомостями саме Фаустіна наказала у 168 році отруїти Луція Вера, співправителя Марка Аврелія. В цьому ж році вона виступила проти наміру чоловіка укласти шлюб їхньої доньки Луціли з військовиком Клавдієм Помпеяном. Втім імператор домігся свого. Водночас Фаустіна досить часто супроводжувала чоловіка у походах. Так у 174 році вона брала участь у германському поході Марка Аврелія, за що отримала титул Матері військових таборів. Також у 175 році була разом з імператором під час поїздки на схід. Тут взимку 176 року вона померла у місті Халала (Мала Азія). Після смерті Фаустіни Марк Аврелій причислив її до богів, а місто Халалу перейменував на Фаустінопіль, надавши йому статус колонії. У цьому ж місті згодом було побудовано храм Фаустіни.

## Родина
Чоловік — Марк Аврелій Антонін, імператор у 161—180 роках.
Діти:
- Тіт Аврелій Антонін
- Тіт Елій Аврелій (150—161)
- Тіт Елій Антонін (150—161)
- Гемел Луціл (149—150)
- Тіт Аврелій Фульв Антонін (161—165)
- Луцій Аврелій Коммод (161—192)
- Марк Анній Вер (162—169)
- Адріан (152—157)
- Доміція Фаустіна (150—161)
- Аннія Аврелія Галерія Луціла (149—182)
- Аннія Аврелія Галерія Фаустіна (147—166)
- Аннія Аврелія Фаділла (159—212)
- Аннія Корніфіція Фаустіна (160—після 211)
- Вібія Аврелія Сабіна (170—218)